# 三井アウトレットパーク 台南
三井アウトレットパーク 台南は、台湾台南市帰仁区にある三井アウトレットパーク系列のアウトレットモールである。

## 概要
2022年2月25日にグランドオープンした。一部の店舗は同年2月中旬に先行オープンしている。

## 店舗概要
台南エリア初出店の34店舗を含む約190店舗が出店。

## 交通アクセス
- 沙崙駅
- 台湾高速鉄道台南駅
- 台86線大潭IC

## 周辺施設
- 台南展示場
- 国立成功大学
- 国立陽明交通大学